# Coleophora hermanniella
Coleophora hermanniella é uma espécie de mariposa do gênero Coleophora pertencente à família Coleophoridae.